# آلي مايكل
أليكسندرا نيكول مايكل (ولدت في 15 مايو 1990 في كوليفيل، تكساس)، معروفة مهنياً باسم آلي مايكل، عارضة أزياء أمريكية.

## وصلات خارجية
- آلي مايكل على موقع IMDb (الإنجليزية)
- آلي مايكل على موقع دليل عارضات الأزياء (الإنجليزية)